# Salina de la Renta
Natalia Class (Carolina, Puerto Rico; 6 de febrero de 1997), conocida por su nombre en el ring de Salina de la Renta, es una luchadora profesional puertorriqueña-estadounidense. En 2019, se convirtió en la primera luchadora latina de la historia en servir como productora ejecutiva de un programa de lucha libre profesional en la televisión nacional estadounidense, siendo acreditada para un episodio de MLW Fusion. Mientras trabajaba para esa promoción, también se convirtió en la "primera locutora española en llamar a la lucha libre profesional semanal" en ese mercado.

## Vida personal
Natalia Class asistió a la Saint Francis High School y al Colegio Bautista de Carolina en la ciudad homónima en Puerto Rico. Se trasladó a Florida en 2014, asistiendo a Lake Nona High School, donde jugó al voleibol y llegó a ser capitana del equipo de fútbol. Class luego se inscribió en Valencia College en Orlando, donde estudió cine y escritura de guiones. En 2021 de la Renta se graduó de Valencia College con un título de asociado en Artes Dramáticas y poco después fue aceptada en la Universidad Full Sail, en Winter Park (Florida), para estudiar una Licenciatura en Negocios de Entretenimiento.
Class fue una de las primeras componentes de Masked Republic, una empresa descrita como "la asociación de jugadores de la lucha libre" que ofrece servicios para que los luchadores "gestionen su marca, negocien sus contratos y amplíen su influencia fuera del ring". Su receta familiar de pan de maíz puertorriqueño se incluyó en el libro Eat like a Luchador: The Official Cookbook.

## Carrera profesional

### Circuito independiente (2016-2018)
Class debutó en la lucha libre en el evento Believe 127 de IBIW bajo el nombre de Mila Naniki, formando equipo con Thea Trinidad y Raegan Fire en un esfuerzo perdedor contra Dominique Fabiano, Raquel y Santana Garrett. Volvió a luchar en Believe 130 el 15 de octubre, esta vez formando equipo con Raegan Fire en un combate por equipos contra Courtney Stewart y Kaci Lennox. Tres días después, el 18 de octubre, en Girl Fight Wrestling 12, Naniki ganó su primer combate individual al derrotar a Kaci Lennox. 
El 4 de noviembre, en el Wrestle Aid Orlando Redemption, Naniki perdió la revancha contra Kaci Lennox. En Believe 131, el 5 de noviembre, Naniki volvió a formar equipo con Raegan Fire en un combate de parejas que ganaron Courtney Stewart y Kaci Lennox. Naniki terminó su año de debut el 3 de diciembre en Believe 132 con una victoria sobre Raegan Fire.
El 13 de enero de 2017, Naniki regresó a IBIW en Believe 133. En la edición siguiente, formó equipo con la ex Knockout de TNA Raquel en un combate por equipos contra Thea Trinidad y Kaci Lennox. El 3 de marzo en Believe 136, Naniki formó equipo con Aria Blake para derrotar a Kaci Lennox y Layne Rosario en un combate por equipos. El 17 de marzo en Believe 137, derrotó a Kaci Lennox en un combate individual. La semana siguiente, el 22 de marzo, en el Proving Ground de American Combat Wrestling, Naniki derrotó a Aspyn Rose. El 25 de marzo, en Beauties, Beast And Champion de Pro Wrestling 2.0, compitió en un combate mixto contra Aria Blake y Trish Adora. 
También compitió en Legends And Heroes de PW2.0 el 28 de marzo. Al día siguiente, el 29 de marzo, en el evento de ACW Proving Ground, Naniki luchó contra Isla Dawn. Volvió a la promoción dos meses después, el 7 de junio, para derrotar a Aria Blake. El 11 de junio hizo su debut en Massachusetts para Big Time Wrestling, perdiendo contra Amber Nova. Naniki regresó a IBIW en Believe 145 el 1 de septiembre, haciendo equipo con Aria Blake contra Kaci Lennox y Miss Hannah.

### Major League Wrestling (2018–2021)
Después de unirse a la Major League Wrestling (MLW) en 2019, comenzó a actuar bajo el nombre de Salina de la Renta en un papel de gerente y personalidad en pantalla. Entre bastidores, se desempeñó como productora ejecutiva de varios episodios de Fusion. Como capataz y agente de poder de un grupo conocido como Promociones Dorado, una agencia de talentos supuestamente con sede en Dorado (Puerto Rico), que se anunciaba como "un conducto para las estrellas de América Latina para las ligas deportivas, la televisión y el cine en los Estados Unidos y en el extranjero".
Como "La Empresaria", De la Renta se propuso de inmediato conseguir "oro" para su agencia, apuntando hacia el Campeón Mundial de Peso Pesado de la MLW, Shane Strickland, y dirigió la victoria de Low Ki sobre éste, manteniendo su cargo durante el reinado posterior. De la Renta también dirigió a los Lucha Brothers (Pentagón Jr. y Fénix), cuando ganaron el Campeonato Mundial por Equipos de la MLW. Otros miembros de Promociones Dorado fueron Maxx Stardom, L. A. Park, El Hijo de L.A. Park y Bestia 666, con Cristóbal Culebra como Jefe de Seguridad. Aquellos que no lograron promover la agenda de Promociones Dorado fueron despedidos, como fue el caso de Sammy Guevara y Low Ki.
De la Renta lideró la facción como grupo villano principal en 2018, siendo suplantado en el papel por Contra Unit durante 2019, y fue colocado en oposición directa a Konnan y se involucró en feudos con otros talentos como Sami Callihan y Mance Warner. Durante este tiempo trajo al Campeón de Peso Pesado del Caribe de la IWA, Savio Vega, a Promociones Dorado (que más tarde abandonó rompiendo su contrato). De la Renta manejó a L.A. Park cuando ganó el precio del Boleto de Oro en 2019 Battle Riot.
Promociones Dorado se enemistó entonces con Mancer, quien robó el premio y recuperó su iPhone, que entregó a Konnan con la "información sensible" almacenada en su interior. Martínez no logró derrotarlo, mientras aterrorizaba al grupo con una motosierra. Fue apartada de la programación durante seis meses después de recibir un impacto accidental mientras dirigía a L.A. Park (que cobró el Billete de Oro recuperado) en un combate titular contra Jacob Fatu en Saturday Night SuperFight. Su ausencia se explicó como un "golpe con Court Bauer".
Tras su contrato inicial con MLW, De la Renta renunció en 2020 y reanudó sus apariciones, ahora se dice que ha adquirido "licencias de promoción y gestión". Durante su segunda etapa en MLW, se la presentó como actuando en nombre de un turbio empresario (conocido durante meses simplemente como "El Jefe") que había adquirido Promociones Dorado. Su disputa con Konnan se reanudó, cuando éste reveló que Promociones Dorado tenía problemas económicos y que De la Renta había ayudado a Contra Unit en su agenda contra MLW.
Esto llevó a sanciones disciplinarias contra ella y a posponer la emisión de un especial que estaba programado para producir de forma ejecutiva. De la Renta fue autorizada a seguir adelante y viajó a México, prometiendo más tarde revelar un "bombazo" sobre Konnan. Más tarde fue culpada de un ataque que le llevó a la lista de lesionados de MLW y que fue acompañado de una prolongada ausencia de la programación.
Hizo movimientos para expandir los intereses de "El Jefe", entre otras cosas, ofertando sin éxito la compra de IWA-PR a Vega. Cuando esto fracasó, De la Renta convocó a Mil Muertes en el inicio de una historia que vio la llegada de varios personajes de Lucha Underground como parte de una organización llamada Azteca Underground. En enero de 2021, dirigió a Los Parks cuando ganaron el World Tag Team Championship de la WWE.
Cuando varios de sus compañeros de establo dieron positivo en la prueba de coronavirus, Class reveló que probablemente había contraído el virus. Durante los meses siguientes, De la Renta se mostró cada vez más preocupada por las deficiencias de Azteca Underground, ya que L. A. Park habló en contra de ella en nombre de sus clientes de siempre, ya que favorecían a "El Jefe". En mayo de 2021, esta narrativa llegó a su fin al ser "sacrificada" por el recién llegado Darío Cueto como una forma de explicar su salida de MLW.
Class participó en una prueba para la WWE, en la que se le pidió que actuara dentro del ring y que no cortara una promo, lo que le intrigó, ya que solo tuvo 95 combates y se distinguió principalmente como mánager. Señaló que después de que Canyon Ceman fuera liberado de su papel como director principal de desarrollo de talentos, la empresa no volvió a ponerse en contacto con ella.

## Campeonatos y logros
- American Combat Wrestling
  - ACW Women's Champion (1 vez)[46]
- Lingerie Fighting Championship
  - LFC Booty Camp Champion (1 vez)